# Roberto Melli
Roberto Melli (Ferrara, 21 marzo 1885 – Roma, 4 gennaio 1958) è stato un pittore e scultore italiano esponente della Scuola Romana.

## Biografia
Roberto Melli nacque da una famiglia di commercianti di origine ebraica a Ferrara, dove ancora adolescente fu allievo privato del pittore Nicola Laurenti. Trasferitosi a Genova nel 1902 dove risiedeva la sorella maggiore Rina Melli, iniziò a lavorare come apprendista intagliatore, scoprendo il proprio innato talento.
Fu introdotto dal poeta Ceccardo Roccatagliata Ceccardi nell'ambiente culturale genovese, dove ebbe l'opportunità di frequentare lo scrittore Camillo Sbarbaro e lo scultore Giovanni Prini. Conobbe anche l'intagliatore di legno Carlo Turina, che lo iniziò all'attività di xilografo. Con questa tecnica collaborò nel 1906 alla rivista Ebe, pubblicata a Chiavari.
Il giovane Melli si dedicò anche alla scultura, come rivela il ritratto eseguito in quegli anni all'attrice Giulietta De Riso.
Strinse amicizia col pittore e acquafortista ferrarese Giorgio De Vincenzi e nel 1910 decise di andare a vivere a Roma, dove condivise lo studio con Prini. A Roma risalgono i primi lavori di pittura.
Nel 1912 sposò Anna Meotti, sua fidanzata degli anni ferraresi. Ancora nel 1912 partecipò alla I Esposizione italiana di xilografia organizzata a Levanto dalla rivista L'Eroica.
Nel 1913 espose sculture alla I Mostra  e l'anno seguente alla II Mostra della Secessione Romana. Partecipò quindi attivamente alle manifestazioni del futurismo, movimento che lo vedrà agire come artista autonomo e individualista.
Nel 1915 insieme a Vincenzo Costantini, Garzia Fioresi, Cipriano Efisio Oppo e Guglielmo Pizzirani, costituì il "Gruppo Moderno Italiano" e nel 1918 partecipò alla nascita della rivista e del movimento Valori plastici. 
Chiamato alle armi nel 1916, conobbe a Ferrara Giorgio de Chirico. Rientrato a Roma nel 1917, iniziò a dedicarsi all'attività cinematografica dirigendo la San Marco Film, per la quale realizzò alcuni film e curò scenografie.
A Roma strinse amicizia con Giuseppe Capogrossi e Emanuele Cavalli, firmò il Manifesto del Primordialismo Plastico, ma dopo la mostra personale del 1936 la sua attività espositiva fu interrotta dalle leggi razziali fasciste che gli tolsero il diritto di partecipare a pubbliche esposizioni e a insegnare. Poté riprendere il lavoro dopo la guerra nel suo appartamento di tre stanze al Testaccio, proprio di fronte al Mattatoio. Qui cominciò ad impartire lezioni private di pittura, fra gli altri al ferrarese Luigi Maini, e ospitò ogni settimana un gruppo di giovani amici pittori come Renato Guttuso, Enrico Accatino, Fausto Pirandello. Dal 1945 iniziò anche ad insegnare pittura all'Accademia di belle arti di Roma e ritornò a esporre in alcune collettive e mostre personali.
Fin da allora, Roberto Melli è considerato dalla critica uno dei maggiori esponenti della Scuola Romana. Nel 1950 fu finalmente invitato alla Biennale di Venezia, che gli dedicò una personale.
Negli ultimi anni continuò la sua attività parallela di artista e critico. Nel 1957 fu pubblicato il suo volume di poesie Lunga favolosa notte, opera oggi quasi dimenticata.
Morì nel gennaio 1958 e nello stesso anno la Galleria Nazionale d'Arte Moderna e Contemporanea di Roma gli dedicò una retrospettiva, curata da Nello Ponente e Palma Bucarelli.

## I capolavori
Pittore straordinario per visione, cromatismo, composizione, a volte intimista, altre volte fortemente espressivo, può essere ricordato per due opere fondamentali per l'arte italiana conservate presso la Galleria Nazionale d'Arte Moderna e Contemporanea: La casa rossa (1923) quadro figurativo che sembra precorrere le visioni di Edward Hopper e di molta pittura americana, e la scultura Signora dal Cappello Nero (1913), anche in questo caso anticipatrice della parallela ricerca tridimensionale di Umberto Boccioni.
Altra opera di grande intensità il suo ultimo, drammatico, Autoritratto, realizzato pochi mesi prima della sua morte, conservato presso la Galleria dei Ritratti di Palazzo Pitti.
Notevole anche la qualità dei suoi scritti, tra i quali eccelle la raccolta di poesie Lunga favolosa notte del 1957.

## Roberto Melli nei musei
- Galleria d'arte moderna di Firenze
- Galleria nazionale d'arte moderna e contemporanea di Roma
- Museo d'arte moderna e contemporanea Filippo de Pisis di Ferrara
- Museo Novecento di Firenze
- MIG. Museo Internazionale della Grafica. Castronuovo Sant'Andrea (PZ)
- Musei di Villa Torlonia di Roma